# IBM PALM
O processador IBM PALM (Put All Logic in Microcode ou, grosso modo, Ponha A Lógica em Microcódigo) foi um processador de 16 bits utilizado no IBM 5100 Portable Computer, um predecessor do IBM PC. O PALM também foi usado nos posteriores IBM 5110 e IBM 5120, e provavelmente também em outros produtos IBM como um controlador embutido.
A IBM referia-se ao PALM como um microprocessador, embora eles usassem este termo para se referir ao processador que executa um microcódigo para implementar um conjunto de instruções de alto nível, em vez da definição convencional de um processador completo num único circuito integrado de silício. O processador PALM era uma placa de circuito impresso contendo 13 ULAs bipolares metálicas e 3 DIPs (TTL).
O barramento de dados do PALM era de 16 bits, com dois bits adicionais usados para paridade. O PALM podia endereçar diretamente 64 Kbytes de memória. O IBM 5100 podia ser configurado com até 32 Kbytes de ROS Executável (ROM) e até 64 Kbytes de RAM, de modo que um esquema simples de chaveamento de memória foi utilizado para estender o espaço de endereçamento.